# Athlitiki Enosis Konstantinoupoleos
|  | Per a altres significats, vegeu «AEK». |

L'Athlitiki Enosis Konstantinoupoleos, conegut com a AEK (en català: Unió Atlètica de Constantinoble) és un club poliesportiu de la ciutat d'Atenes (Grècia).

## Història
L'AEK va ser fundat l'abril de 1924 per un grup de refugiats grecs, que van ser expulsats de Turquia el 1922, on jugaven a futbol, a Constantinoble, amb un club anoemenat Pera Club. El seu emblema és l'aliga de dos caps, símbol de l'Imperi Romà d'Orient (un cap mira cap a Constantinoble i l'altre cap a Roma), i també de l'església ortodoxa grega. Els seus colors són el groc i el negre.
Entre 1930 i 2003, any en què va ser demolit, va jugar els seus partits a l'estadi Nikos Goumas.

## Seccions
El club té nombroses seccions com són:
- Futbol
- Basquetbol
- Voleibol
- Handbol
- Atletisme
- Ciclisme
- Boxa
- Escacs
- Esgrima

## Secció de Futbol
Guanyadora de 12 lligues i 15 copes gregues.

## Secció de Basquetbol
Una de les seccions més exitoses amb nombrosos títols tant nacionals com europeus.

## Secció de Voleibol
Creada al 1982.

### Palmarès masculí
- Copa de la Lliga grega
  - Campions (1): 2013-14
- Copa grega
  - Finalistes (1): 1998–99

### Palmarès femení
- Lliga grega
  - Campiones (1): 2011–12
- Supercopa grega
  - Campiones (1): 2011–12